# Otgon járás
Otgon járás (mongol nyelven: Отгон	сум) Mongólia Dzavhan tartományának egyik járása. Területe 6000 km². Népessége 3478 fő.
Székhelye Bujant (Буянт), mely 140 km-re délkeletre fekszik Uliasztaj tartományi székhelytől.